# Martina Hofmann
Martina Hofmann (* 4. April 1975 in Biel) ist eine Schweizer Sopranistin.

## Leben
Martina Hofmann studierte Gesang bei Jane Thorner Mengedoht an der Musikhochschule Zürich, wo sie mit dem Lehrdiplom und mit zwei Konzertdiplomen in den Bereichen Oper und Lied und Oratorium abschloss.
Sie besuchte danach das Schweizer Opernstudio in Biel und gewann Preise und Stipendien der Werner und Berti Alter-Stiftung und der Friedl Wald Stiftung. Meisterkurse führten sie zu Hildegund Lohmann-Becker, Jill Feldmann, Wolfgang Holzmair, Margherita Rinaldi, Marga Schiml und Bodil Gümoes.
Ihr Repertoire erstreckt sich vom Frühbarock bis in die Moderne und findet den Schwerpunkt in den lyrischen Partien aus Oper und Oratorium sowie in der Lied-Interpretation. Martina Hofmann unterrichtet Gesang an der Kantonsschule Glattal sowie an der Jugendmusikschule Pfannenstiel (Meilen) und leitet das Vokalensemble Choropax in St. Gallen. Mit dem Kammerphilharmonie Winterthur trat sie bei Veranstaltungen in der Schweiz auf.
Sie lebt in Winterthur.